# Mistrzostwa Świata w Piłce Nożnej 1978 (eliminacje)
     Państwa zakwalifikowane.
     Państwa niezakwalifikowane.
     Państwa, które nie uczestniczyły w kwalifikacjach.
     Państwa niebędące członkami FIFA.

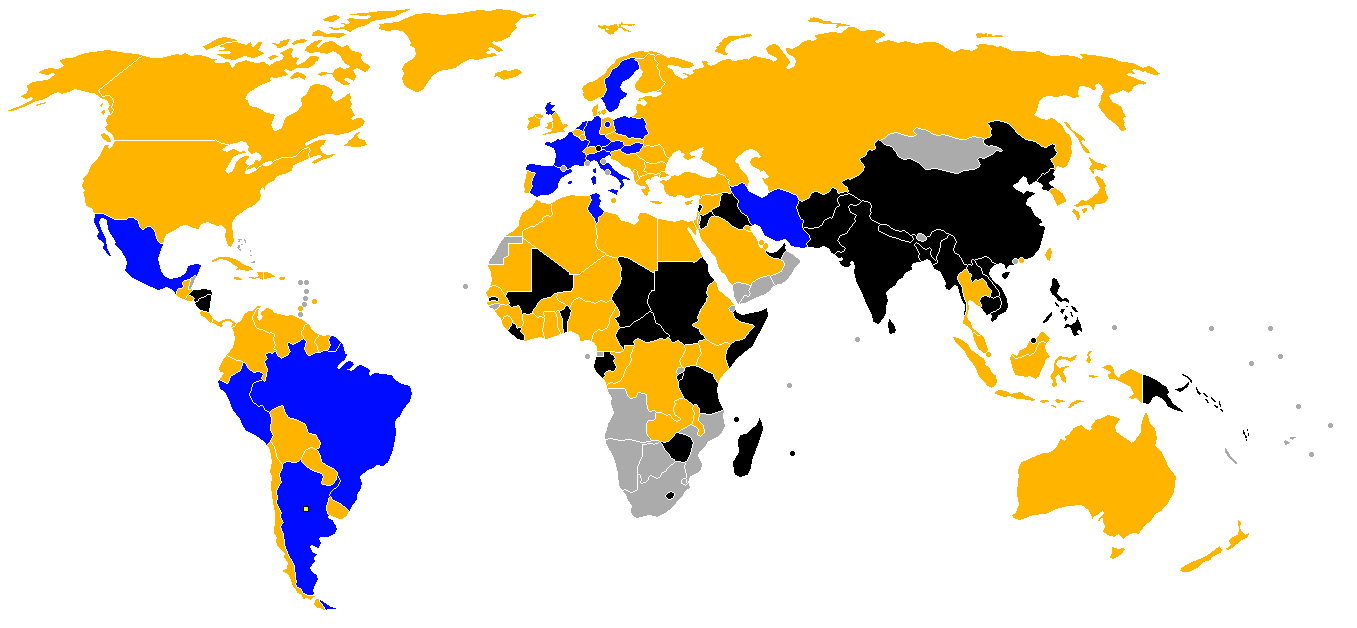
Mapa państw zakwalifikowanych na MŚ 1978.
Legenda:
Państwa zakwalifikowane.
Państwa niezakwalifikowane.
Państwa, które nie uczestniczyły w kwalifikacjach.
Państwa niebędące członkami FIFA.

Eliminacje do Mistrzostw Świata w Piłce Nożnej 1978, trwały od 7 marca 1976 do 30 listopada 1977. Udział wzięło 107 drużyn z całego świata, które ubiegały się o 14 miejsc w turnieju finałowym. Argentyna jako gospodarz oraz RFN jako obrońca tytułu sprzed 4 lat, kwalifikowały się automatycznie.
- Europa (UEFA): 9 miejsc, + 1 (RFN - jako obrońca tytułu), z 31 drużyn tego kontynentu. Drużyna z 9. miejsca trafiała do play-offu przeciwko drużynie ze strefy CONMEBOL.
- Ameryka Południowa (CONMEBOL): 3 miejsca, + 1 (Argentyna - jako gospodarz), z 9 drużyn tego kontynentu. Drużyna z 3. miejsca trafiała do barażu z drużyną ze strefy UEFA.
- Ameryka Północna, Centralna oraz Karaiby (CONCACAF): 1 miejsce, z 17 drużyn tego kontynentu.
- Afryka (CAF): 1 miejsce, z 26 drużyn tego kontynentu.
- Azja (AFC) i Oceania (OFC): 1 miejsce, z 22 drużyn tego kontynentu.

Łącznie rozegrano 95 meczów w ostatniej kolejce kwalifikacyjnej. Ogólnie rozegrano 252 mecze w kwalifikacjach oraz strzelono 723 bramki (średnio 2.87 na mecz).

## Zakwalifikowane drużyny w strefach kontynentalnych
- Europa (UEFA)

Grupa 1 –  Polska
Grupa 2 –  Włochy
Grupa 3 –  Austria
Grupa 4 –  Holandia
Grupa 5 –  Francja
Grupa 6 –  Szwecja
Grupa 7 –  Szkocja
Grupa 8 –  Hiszpania
Grupa 9 –  Węgry (awansowały do Play-offu interkontynentalnego UEFA / CONMEBOL oraz uzyskały awans do MŚ '78)
- Ameryka Południowa (CONMEBOL)

 Brazylia i  Peru
 Boliwia (awansowała do Play-offu interkontynentalnego UEFA / CONMEBOL, nie awansowała do MŚ '78)
- Ameryka Północna (CONCACAF)

 Meksyk
- Afryka (CAF)

 Tunezja
- Azja (AFC) i Oceania (OFC)

 Iran

## Play-off interkontynentalny
| 29 października 1977 | Węgry · Nyilasi 12' · Törőcsik 19' · Zombori 22' · Várady 27' · Pintér 39' · Nagy 81' | 6:05:0 | Boliwia | Népstadion, Budapeszt Widzów: 60 000 Sędzia: Ramón Barreto |
|                      |                                                                                       |        |         |                                                            |

| 30 listopada 1977 | Boliwia · Aragonés 45+2' (k.), 90+4' | 2:31:2 | Węgry · Törőcsik 37' · Halász 43' · Del Llano 84' (sam.) | Estadio Hernando Siles, La Paz Widzów: 26 983 Sędzia: Charles Corver |
|                   |                                      |        |                                                          |                                                                      |

W dwumeczu 9:2 dla drużyny Węgier.

## Zakwalifikowane drużyny
| Drużyna       | Ilość występów na MŚ | Ilość występów na MŚ z rzędu | Ostatni występ |
| ------------- | -------------------- | ---------------------------- | -------------- |
| Argentyna (g) | 7                    | 2                            | 1974           |
| Austria       | 4                    | 1                            | 1958           |
| Brazylia      | 11                   | 11                           | 1974           |
| Francja       | 7                    | 1                            | 1966           |
| Węgry         | 7                    | 1                            | 1966           |
| Iran          | 1                    | 1                            | –              |
| Włochy        | 9                    | 5                            | 1974           |
| Meksyk        | 8                    | 1                            | 1970           |
| Holandia      | 4                    | 2                            | 1974           |
| Peru          | 3                    | 1                            | 1970           |
| Polska        | 3                    | 2                            | 1974           |
| Szkocja       | 4                    | 2                            | 1974           |
| Hiszpania     | 5                    | 1                            | 1966           |
| Szwecja       | 7                    | 3                            | 1974           |
| Tunezja       | 1                    | 1                            | –              |
| RFN (o)       | 9                    | 7                            | 1974           |

Legenda:
 (g) – gospodarz
(o) – obrońca tytułu